# Carl Hooper (cầu thủ bóng đá)
Charles "Carl" Hooper (23 tháng 10 năm 1903 – 10 tháng 8 năm 1972) là một cầu thủ bóng đá người Anh có 40 lần ra sân ở Football League thi đấu cho Lincoln City, Chesterfield và Norwich City, thi đấu ở bóng đá non-league cho nhiều đội bóng ở vùng Đông Bắc nước Anh, ở Midland League cho York City, và từng nằm trong đội hình của Notts County và Sheffield Wednesday mà không thi đấu trận nào. Ông thi đấu ở vị trí tiền đạo tầm xa.
Anh trai của Hooper, Mark thi đấu 500 trận ở Football League cho Darlington và Sheffield Wednesday, và các anh em khác Bill và Danny cũng thi đấu league football.